# Brayton, Iowa
Brayton är en ort i Audubon County, Iowa, USA.